# Lake Waccamaw
Lake Waccamaw est une ville américaine située dans le comté de Columbus dans l'État de Caroline du Nord. En 2010, sa population était de 1 480 habitants.

## Démographie
| 1920 | 1930 | 1940 | 1950 | 1960 | 1970 |
| ---- | ---- | ---- | ---- | ---- | ---- |
| 237  | 405  | 429  | 575  | 780  | 924  |

| 1980  | 1990 | 2000  | 2010  | - | - |
| ----- | ---- | ----- | ----- | - | - |
| 1 133 | 954  | 1 411 | 1 480 | - | - |